# Королёв, Фёдор Филиппович (педагог)
Фёдор Филиппович Королёв (19 сентября [1 октября] 1898, Березки, Могилёвская губерния — 13 июня 1971, Москва) — советский учёный-педагог, академик АПН РСФСР (1965), академик АПН СССР (1968).

## Биография
Родился 19 сентября (1 октября) 1898 года в с. Берёзки (сейчас это Могилёвская область).
В 1917 году — окончил Суражскую учительскую семинарию.
С 1925 года — начал педагогическую деятельность.
С 1927 года — преподавал в педагогическом техникуме при 1-й опытной станции Народного комиссариата просвещения, руководимой С. Т. Шацким, в Центральном институте повышения квалификации педагогов (с 1930 года — декан факультета).
В 1929 году — окончил Высшие научно-педагогические курсы при 2-м Московском государственном университете.
С 1928 по 1932 годы — член Государственного ученого совета Наркомпроса РСФСР.
С 1932 по 1934 годы — заместитель директора Центрального научно-исследовательского института детского коммунистического движения.
С 1934 по 1941 годы — директор Института повышения квалификации инженерно-технических работников Народного комиссариата лёгкой промышленности СССР.
Участник Великой Отечественной войны, интендант 2 ранга, командир 185 отдельного дорожно-строительного батальона, был награждён Оденом Красной звезды, и орденами Отечественной войны I и II степени, после окончания боев ещё три года прослужил в Управлении Советской военной администрации в Германии.
С 1948 года — заведующий отделом журнала «Советская педагогика», с 1963 года — главный редактор журнала.
С 1950 по 1965 годы — работал в Научно-исследовательском институте теории и истории педагогики Академии педагогических наук, с 1960 года — директор института.
В 1953 году по ложному доносу коллеги был арестован и провел несколько месяцев на Лубянке, подвергался жестоким пыткам, ждал расстрела.
В 1959 году — защитил докторскую диссертацию.
В 1961 году — присвоено учёное звание профессора.
В 1965 году — был избран действительным членом Академии педагогических наук РСФСР (с 1968 года — Академия педагогических наук СССР).
Вёл научную и педагогическую работу в Академии коммунистического воспитания имени Н. К. Крупской, в МВТУ имени Баумана.
Фёдор Филиппович Королёв умер 13 июня 1971 года в Москве.

## Научная деятельность
Теоретик и историк педагогики, обращался к различным актуальным проблемам истории педагогики, методологии и методов историко-педагогических исследований.
Ранние работы посвящены теории детского коммунистического движения (которую Королёв рассматривал как особое направление в советской педагогической науке), воспитанию школьников, вопросам политехнизма.
Руководил подготовкой коллективного фундаментального труда «Общие основы педагогики» (1967 г., соредактор с В. Е. Гмурманом), в котором поставлены принципиальные вопросы развития отечественной педагогической теории.
Автор монографии «В. И. Ленин и педагогика» (1971) и книги «Методологические проблемы марксистско-ленинской педагогики» (1971 г., совместно с А. М. Арсеньевым).
Предложил периодизацию истории советской школы: 1917 г. — лето 1918 г.; 1918—1920 гг.; 1921—1931 гг.; 1931—1940 гг.; 1941—1945 гг.; 1945 — конец 1950-х гг., что позволило более детально рассматривать процесс перестройки и развития народного образования после Октябрьской революции.
Автор «Очерков по истории советской школы и педагогики. 1917—1920» (1958), где в полемичной форме дал научную оценку истории советской школы и педагогики этого периода, объективно показал имевшиеся ошибки, и выделил различные направления в педагогической теории этого периода.
Ввел в научный оборот творчество советских педагогов, незаслуженно забытых или ставших жертвами репрессий 1930-х годов (П. П. Блонский, В. П. Вахтеров, К. Н. Вентцель, А. П. Пинкевич и других).

## Награды
- Орден Красной Звезды (1943)
- Орден Отечественной войны I степени (1945)
- Орден Отечественной войны II степени (1943)